# Provincia de Trieste
La provincia de Trieste (en italiano: provincia di Trieste; en esloveno: Tržaška pokrajina) era una provincia italiana de la región de Friul-Venecia Julia. Su territorio tiene una población estimada, a fines de mayo de 2023, de 227 751 habitantes.
Como organismo administrativo fue reemplazado en 2017 por la Unión Territorial Intermunicipal de Giuliana y luego, en 2020, por el Ente de Descentralización Regional de Trieste. Estos dos cuerpos han seguido las fronteras y heredado algunas estructuras de la provincia anterior. Sin embargo, se mantiene sin cambios como circunscripción de las administraciones estatales en su territorio y está clasificada por el Instituto Nacional de Estadística (ISTAT) como una unidad territorial supramunicipal no administrativa.

## Historia
El territorio corresponde al hinterland de la villa de Trieste, que había formado parte del Imperio austrohúngaro y después de la Primera Guerra Mundial, fue puesto bajo administración italiana. Fue capital del Estado libre de Trieste, creado por el tratado de paz de París de 1947, y que comprendía la ciudad y una pequeña zona desde Duino hasta Cittanova (Novigrad), y fue dividido en dos zonas: la zona A, en el norte, administrada por el Reino Unido, Francia y los Estados Unidos de América, en la cual estaba incluida la ciudad de Trieste, y la zona B, en el sur, administrada por Yugoslavia. El tratado de Londres de 1954 pasó la administración de Trieste a Italia y Yugoslavia, en espera de la nómina de un gobernador: la zona A pasó a formar parte de Italia, y la zona B, de Yugoslavia. En 1975 Italia y Yugoslavia firmaron cerca de Osimo un tratado que terminó la cuestión fronteriza de Trieste y un acuerdo de cooperación económica, para el cual se creó una zona industrial libre de unos 20 km², en los dos lados del límite del área de Sesana-Fernetti, a la cual pertenece Trieste. La zona, aprobada por la Unión Europea, quedó administrada por un comité mixto de seis miembros.
De conformidad con la Ley Regional 26/2014 y modificaciones posteriores, la provincia de Trieste fue definitivamente disuelta el 30 de septiembre de 2017. Las funciones de la provincia fueron transferidas a la UTI Giuliana, posteriormente también disuelta y reemplazada por el Ente de Descentralización Regional de Trieste, a la región y a los municipios.